# Bempflingen (przystanek kolejowy)
Bempflingen (niem: Bahnhof Bempflingen) – przystanek kolejowy w Bempflingen, w kraju związkowym Badenia-Wirtembergia, w Niemczech. Według DB Station&Service ma kategorię 6. Znajduje się na 22,2 km linii Plochingen – Tübingen. 

## Linie kolejowe
- Linia Plochingen – Tübingen

## Połączenia
| RB R73 | Plochingen – Wendlingen – Nürtingen – Metzingen – Reutlingen – Tübingen – Herrenberg            | co 60 min |
|        | Herrenberg – Tübingen – Reutlingen – Metzingen – Wendlingen (Neckar) (bzw. Wernau – Plochingen) |           |